# Wybory do Parlamentu Europejskiego w Luksemburgu w 2019 roku
Wybory do Parlamentu Europejskiego IX kadencji w Luksemburgu zostały przeprowadzone 26 maja 2019 roku. Luksemburczycy wybrali 6 eurodeputowanych. Frekwencja wyniosła 84.24%.

## Wyniki wyborów
|  | Partia                                        | Grupa w PE | Mandaty | Zmiana | % głosów | Zmiana |
|  | --------------------------------------------- | ---------- | ------- | ------ | -------- | ------ |
|  | Partia Demokratyczna                          | ALDE       | 2       | 1      | 21,43    | 6,6    |
|  | Chrześcijańsko-Społeczna Partia Ludowa        | EPP        | 2       | 1      | 21,10    | 16,6   |
|  | Zieloni                                       | G/EFA      | 1       |        | 18,91    | 3,9    |
|  | Luksemburska Socjalistyczna Partia Robotnicza | S&D        | 1       |        | 12,21    | 0,4    |
|  | Alternatywna Demokratyczna Partia Reform      | ECR        | 0       |        | 10,03    | 2,5    |
|  | Luksemburska Partia Piratów                   | brak       | 0       |        | 7,70     | 3,5    |
|  | Lewica                                        | brak       | 0       |        | 4,84     | 0,9    |
|  | Volt Europa                                   | G/EFA      | 0       |        | 2,11     | 2,11   |
|  | Komunistyczna Partia Luksemburga              | brak       | 0       |        | 1,14     | 0,4    |
|  | Konserwatyści                                 | brak       | 0       |        | 0,53     | 0,53   |
|  | Łącznie                                       |            | 6       |        | 100.0    |        |

## Źródła
- Wyniki wyborów europejskich 2019r. [dostęp 2019-06-22]. (pol.).